# Muehlenbeckia florulenta
Répartition géographique
Espèce
Muehlenbeckia florulenta, communément appelée Lignum, est une espèce de plantes à fleurs de la famille des Polygonaceae originaire de l'intérieur des terres australliennes. Cette plante se trouve dans des zones humides.

## Description
Le Lignum est une plante vivace, qui grandira pour atteindre 2,5 m de hauteur, avec une multitude de fines branches entrelacés et enchevêtrées et des rameaux formant des fourrés denses, permettant l'exclusion des autres espèces. Ses fines et étroites feuilles font de 15 à 70 mm de long et  de 2 à 10 mm de large. Les fleurs sont petites et vont de couleur crème à jaunâtre, solitaires ou en grappes le long des rameaux et survenant pendant la majeure partie de l'année. Le fruit est en forme de toupie, sec, et environ 5 mm de long. La plante a un système racinaire très profond, pénétrant le sol à au moins 3 m de profondeur.
En raison de son mode de croissance dense et enchevêtré, il offre un habitat protégé de reproduction pour la faune indigène, comme les oiseaux aquatiques, mais elle peut aussi servir de refuge à espèces nuisibles tels que les sangliers, des renards et des lapins.

## Distribution
Le Lignum est présent dans toute l'Australie. Ses habitats préférés sont les marais et autres zones inondées par intermittence.